# Xu Xiaoliang
Xu Xiaoliang (徐曉良S, Xú XiǎoliángP; 30 gennaio 1962) è un ex cestista cinese.

## Carriera
Con la Cina ha disputato i Giochi olimpici di Seul 1988 e due dei Campionati del mondo (1982, 1986).